# Pseudacanthocotyla williamsi
Pseudacanthocotyla williamsi är en plattmaskart. Pseudacanthocotyla williamsi ingår i släktet Pseudacanthocotyla och familjen Acanthocotylidae. Inga underarter finns listade i Catalogue of Life.